# Alexandr Șpac
Alexandr Șpac (21 de noviembre de 1989) es un deportista moldavo que compitió en halterofilia.
Ganó una medalla de bronce en el Campeonato Europeo de Halterofilia de 2012, en la categoría de 77 kg. Participó en los Juegos Olímpicos de Río de Janeiro 2016, ocupando el quinto lugar en la misma categoría.

## Palmarés internacional
| Campeonato Europeo | Campeonato Europeo | Campeonato Europeo | Campeonato Europeo |
| Año                | Lugar              | Medalla            | Categoría          |
| ------------------ | ------------------ | ------------------ | ------------------ |
| 2012               | Antalya (Turquía)  | Medalla de bronce  | 77 kg              |